# ディスクワールド
ディスクワールドは、イングランドのファンタジー作家テリー・プラチェットによるユーモアファンタジー小説のシリーズ、および小説の舞台となる架空世界の名称。テリー・プラチェットの代表作に挙げられる。
1983年に発売されたシリーズ1作目「The Colour of Magic」（邦訳は「ディスクワールド騒動記1」）はテリー・プラチェットのデビュー作ともなるが、これがヒットしたことでプラチェットは作家として独立することになる。
本シリーズは40作以上が発表されたが、イギリスではほぼ全てがベストセラーとなっており、関連する書籍も多数出版されている。また、本シリーズから政治、ロックミュージック、イギリス王室、労働組合といった現代社会に対する風刺を読み取ることもできる。
特異なのは、本シリーズの舞台となる世界である。巨大な亀の背中に4頭の巨大な象に支えられ、ゆっくり回転する「円盤」が世界である。東西南北の代わりに、縁（リム）方向（円盤の外側向き）、軸（ハブ）方向（円盤の中心向き）、回転方向（ターンワイズ）、逆回転方向（ウイッダーシン）という用語が設定されており、登場人物たちが円盤の縁から落ちるというエピソードも存在する。

## シリーズ
1. The Colour of Magic （1983年）、「ディスクワールド騒動記 1」（1991年、安田均訳、角川文庫、深沢美潮挿画、ISBN 4-04-274501-6）
2. The Light Fantastic （1988年）
3. Equal Rites （1987年）、「魔道士エスカリナ」（1997年、久賀宣人訳、三友社出版、ISBN 4-883-22622-0）
4. Mort （1987年）、「死神の館」（1997年、久賀宣人訳、三友社出版、ISBN 4-883-22621-2）
5. Sourcery （1988年）
6. Wyrd Sisters （1988年）、「三人の魔女」（1997年、久賀宣人訳、三友社出版、ISBN 4-883-22623-9）
7. Pyramids（1989年）、「ピラミッド」（1999年、久賀宣人訳、鳥影社、ISBN 4-795-22593-1）
8. Guards! Guards! （1989年）
9. Eric （1990年）
10. Moving Pictures （1990年）
11. Reaper Man （1991年）、「刈り入れ」（2004年、久賀宣人訳、鳥影社、ISBN 4-88629-864-8）
12. Witches Abroad （1991年）
13. Small Gods （1992年）、「異端審問」（2000年、久賀宣人訳、鳥影社、ISBN 4-886-29506-1）
14. Lords and Ladies （1992年）
15. Men at Arms （1993年）
16. Soul Music （1994年）、「ソウル・ミュージック」（2006年、久賀宣人訳、鳥影社、ISBN 4-88629-954-7）
17. Interesting Times （1994年）
18. Maskerade （1995年）
19. Feet of Clay （1996年）
20. Hogfather （1996年）
21. Jingo （1997年）
22. The Last Continent （1998年）
23. Carpe Jugulum （1998年）
24. The Fifth Elephant （1999年）
25. The Truth （2000年）
26. Thief of Time （2001年）
27. The Last Hero （2001年）
28. The Amazing Maurice and his Educated Rodents （2001年）
29. Night Watch （2002年）
30. The Wee Free Men （2003年）
31. Monstrous Regiment （2003年）
32. A Hat Full of Sky （2004年）
33. Going Postal （2004年）
34. Thud! （2005年）
35. Wintersmith （2006年）
36. Making Money （2007年）
37. Unseen Academicals （2009年）
38. I Shall Wear Midnight （2010年）
39. Snuff （2011年）
40. Raising Steam （2013年）
41. The Shepherd's Crown （2015年）